# Giuseppe Versaldi
Giuseppe Versaldi (30 de juliol de 1943) és un Cardenal italià de l'Església Catòlica. Actualment presideix la Congregació per a l'Educació Catòlica, des del seu nomenament pel Papa Benet XVI el 21 de setembre de 2011. Prèviament havia servit com a bisbe d'Alessandria. Va ser elevat al Col·legi de Cardenals el 18 de febrer de 2012.

## Biografia
Versaldi va néixer a Villarboit, a la província de Vercelli (Piemont) el 1943, i va ser ordenat prevere el 29 de juny de 1967. El 1972 va ser destinat a Roma per estudiar psicologia i després dret canònic a la Pontifícia Universitat Gregoriana, graduant-se en psicologia i doctorant-se en dret canònic. Versaldi tornà a Vercelli el 1976, iniciant el centre de Consell Familiar diocesà. Al mateix temps realitzà diversos cursos a la Rota Romana, rebent el seu títol el 1980.
El 1977 va ser nomenat rector de la parròquia de Larizza, a la diòcesi. El 1980 va ser reclamat per ensenyar dret canònic i psicologia a la Universitat Gregoriana. El 1985 va ser nomenat refrendari per la Santa Seu i el 1990 elector del Tribunal Suprem de la Signatura Apostòlica.
El 25 de març de 1994 va ser nomenat vicari general de Vercelli, per llavors arquebisbe Tarcisio Bertone.
El Papa Benet XVI el nomenà bisbe d'Alessandria el 4 d'abril de 2007. Va ser consagrat bisbe el 26 de maig de 2007 per Enrico Masseroni, arquebisbe de Vercelli, com a principal consagrador, i pels bisbes Fernando Charrier i Natalino Pescarolo com a co-consagradors. S'instal·là a la seu el 10 de juny.
Després de quatre anys com a bisbe d'Alessandria, Versaldi va ser nomenat President de la Prefectura d'Afers Econòmics de la Santa Seu i arquebisbe el 21 de setembre de 2011.
El 18 de febrer de 2012 va ser creat cardenal diaca de Sacro Cuore di Gesù a Castro Pretorio per Benet XVI. El 21 d'abril de 2012 el cardenal Versaldi va ser nomenat membre de la Signatura Apostòlica i de les congregacions pels Bisbes i pels Instituts de Vida Consagrada i Societats de Vida Apostòlica. El cardenal Versaldi ocuparà aquests càrrecs fins al seu 80è aniversari.
El cardenal Versaldi va ser un dels 117 cardenals electors que van participar en el conclave de 2013.